# 台中大安媽祖文化園區

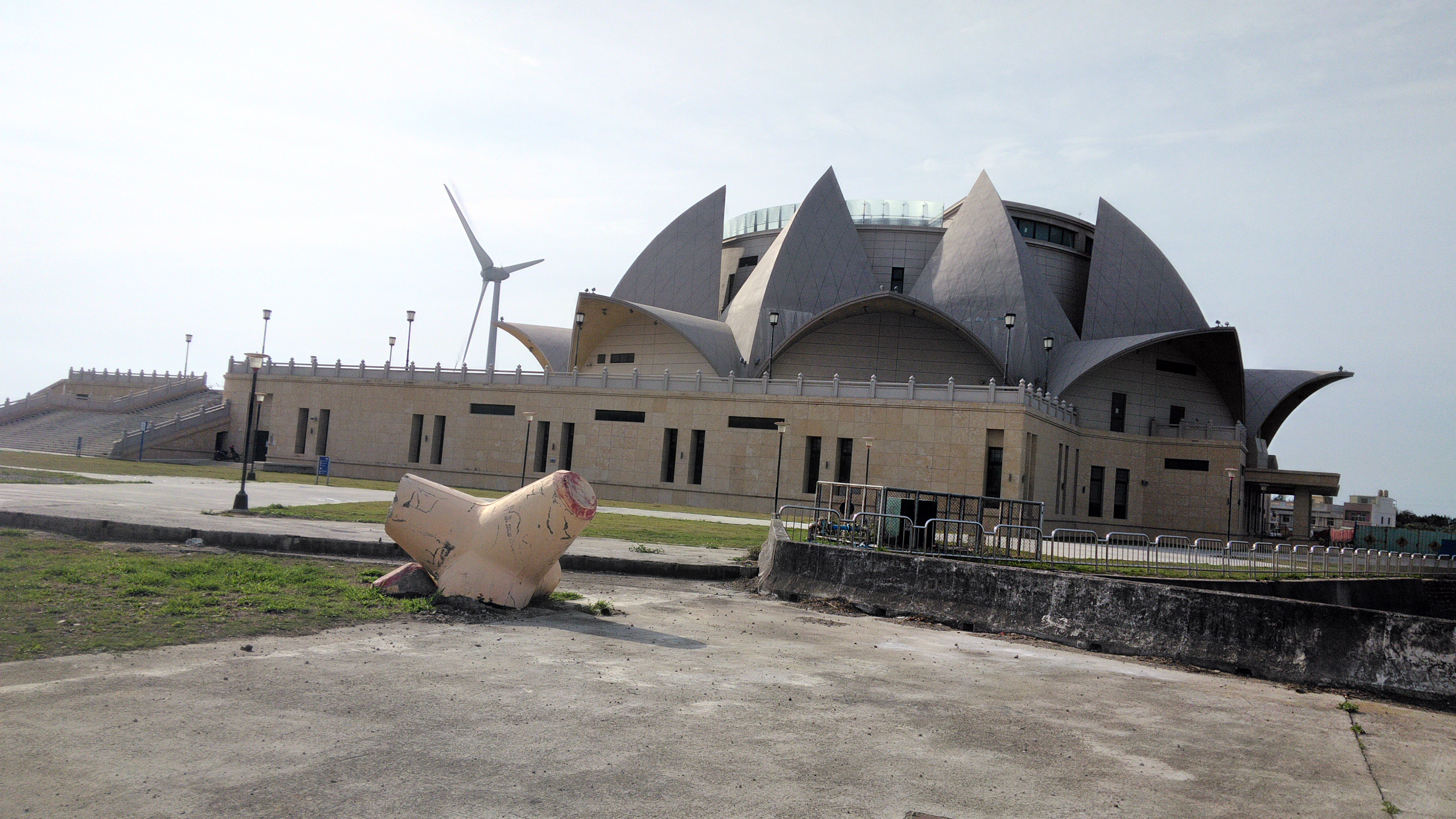

台中大安媽祖文化園區原址為大安海水浴場其中一部分，在2005年中因其海岸線水質大腸桿菌超標之因素因而被定義為危險海域，當地產業結構因而被規劃轉型至保育、觀光產業。

## 背景
「大安媽祖文化園區」第一階段基座場館工程已於2017年12月完工，而基座外觀以蓮花造型作為發想，基座上方未來將會設置高度32.25公尺的媽祖神像。園區全區預計分成8個主題，包括主題神像及基座、農特產品區、防風迴廊兼媽祖故事展示牆、景觀（含瞻仰大道及雕像公園）、景觀橋整建、海上劇場含水幕電影席（5000席）、生態旅館及VILLA區（含宴會廳及住宿套房）及觀光漁市場。台中市觀光旅遊局表示，由於大安受到都市的燈光干擾較少，有利於夜間觀星，是一個適合看海觀星的地點，所以園區特此規劃「觀星平台」，提供遊客觀看海景、夕陽及夜晚星空的遊憩空間。

## 興建目的

### 為多數當地民眾信仰
台灣媽祖信仰屬於佛教，而根據2018年中央研究院社會研究所釋出的台灣社會意向調查報告中提及抽樣普查中信奉佛教人數在1237個樣本中佔380個，比例佔30.7%，其次為民間信仰，佔360個，29.1%，表示媽祖信仰為台灣最廣泛的宗教信仰。由於媽祖信仰與航海相關，因而鄰近海的地區媽祖信仰會較為繁盛。而海線兩港核心地區計劃台中大安媽祖文化園區的地點近海邊，相鄰的地區有媽祖宗教景點，例如金華山媽祖文物館、梧棲朝元宮等，宗教、觀光活動地點密集，根據聚集經濟（economies of agglomeration），台中政府預計該計劃能為當地帶來更高經濟效益。

### 促進台中海線觀光
台中市政府觀光旅遊局從2014年起開始積極推動海線觀光，大安為中台灣海景地區之一，海面清澈、海岸平坦而寬廣，其中大安風景區內的大安媽祖文化園區是海線觀光建設，計劃完工後可與海線景點如高美濕地、台中海洋館、梧棲觀光漁港、鰲峰山公園、大安沙灘音樂祭等形成海線觀光的新路線，預期帶動海線地區周邊觀光產業的發展，以媽祖文化園區為核心，搭配南高美、北大安，形成海線雙星的計畫。除了結合當地民眾所信奉的媽祖文化與沿海地區的產業特質及自然景觀，打造以海線文化行銷為主軸的觀光旅遊景點之外，並搭配市府所規劃在濱海沿線的自行車道，而園區則作為路線景點之一，預計將吸引愛好騎乘自行車的遊客造訪，為園區帶來人潮，帶動地方觀光產業。

## 爭議

### 經費與建築成品完成度爭議
台中大安媽祖文化園區由前市長胡志強時代規劃並編列預算，並在前市長林佳龍任內完工的媽祖園區，最早編列的6億預算，是包括媽祖雕像及基座，並且還有所謂的「瞻仰大道」。但是截至目前為止，6億預算只完成了一個基座，而且基座也從原本規劃的「四層樓加三層屋突」，變成「三層樓加一層屋突」。

### 預算編列名目爭議
盧秀燕先前期望能夠透過市府編列預算以興建石雕，但因為前市長胡志強任內即通過：媽祖像應由民間企業募款認養興建，及前市長林佳龍任內也審核通過：市府不得另行辦理追加預算等的相關條例，並取得各方共識，故盧秀燕的主張一提出即被駁回。

### 媽祖運送之阻礙
一說最初的媽祖雕像因為政治因素而被卡在中國，遲遲無法通過海關審核，而造成空有基底的景象。另一方面則是擔憂，媽祖雕像是否會因為政治或是政黨輪替因素而主張捐贈的過程及目的存在爭議，導致媽祖雕像依舊無法順利入座，市議員施志昌表示市府應與民間企業簽訂具有約束力的捐贈合約，才不致使媽祖雕像的運送遭到重重阻礙。

### 園區整體發展問題
市議員李榮鴻表示，除了雕像之外應該加強園區整體的觀光功能，結合多樣化休閒活動，串聯三井開發案、梧棲漁港、海洋生態館、高美濕地等，打造海線魅力觀光廊帶，並且和大甲媽祖遶境文化結合，帶動觀光人潮。李榮鴻同時表態，市府原本規劃配合「海線雙星計畫」推動大安港媽祖文化園區OT案，後來又改為ROT案，無論如何，這項重大觀光建設不能再拖，一定要加快推動時程，而非乾等一個雕像並無所作為。

### 還未使用的園區早破敗不堪
花了6億蓋的基座遭民眾揭露，基座大樓本身關閉，要走上平台的樓梯已因風吹雨打而「黑化」，平台上原本有的裝飾園案也一片片斑駁未補，而基座本體也處處出現裂痕。至於原本規劃的類似「宮燈」或「蓮花座」造型的燈飾，有的裂開，有的因吹海風而整個都生鏽，甚至石材為主的基座平台，也在石片跟石片間長出雜草，可以說是人煙罕至，荒涼一片。

### 違背政府宗教中立
媽祖園區的其中一個爭議點是：為了特定宗教使用國家公款或是在公有地上豎立和特定宗教相關的雕像，有違政府執政應保持宗教平等與中立的原則。媽祖雕像的部分，政府希望透過尋求民間捐贈來解決此爭議，目前興富發公司已表明捐贈雕像的意願，預計在2024年能夠安置雕像。

### 建設遲遲未完成恐淪為蚊子館
政府已經花了6億預算在媽祖文化園區上，然而目前只有基座完成而無雕像，該園區可能會淪為蚊子館。為解決此問題，媽祖文化園區設置「雨露恩澤」和「風和日麗」兩件藝術品，期望能夠吸引人潮。